# Lygistorrhina sanctaecatharinae
Lygistorrhina sanctaecatharinae is een muggensoort uit de familie van de Keroplatidae. De wetenschappelijke naam van de soort werd voor het eerst geldig gepubliceerd in 1975 door Thompson.